# Антоновка (Братский район)
Анто́новка (укр. Антонівка) — село в Братском районе Николаевской области Украины.
Население по переписи 2001 года составляло 229 человек. Почтовый индекс — 55420. Телефонный код — 5131. Занимает площадь 0,773 км².

## Местный совет
55420, Николаевская обл., Братский р-н, с. Григоровка, ул. Першотравневая, 61